# Endasys taiganus
Endasys taiganus är en stekelart som beskrevs av Luhman 1990. Endasys taiganus ingår i släktet Endasys och familjen brokparasitsteklar. Inga underarter finns listade i Catalogue of Life.